# Neffs, Ohio
Neffs, Ohio (енгл. Neffs) насељено је место без административног статуса у америчкој савезној држави Охајо.

## Демографија
По попису из 2010. године број становника је 993, што је 145 (-12,7%) становника мање него 2000. године.
| Група             | 2000.         | 2010.       |
| Белци             | 1.127 (99,0%) | 980 (98,7%) |
| Афроамериканци    | 4 (0,4%)      | 2 (0,2%)    |
| Азијати           | 0 (0,0%)      | 1 (0,1%)    |
| Хиспаноамериканци | 2 (0,2%)      | 2 (0,2%)    |
| Укупно            | 1.138         | 993         |